# (2276) Warck
(2276) Warck es un asteroide perteneciente al cinturón de asteroides, descubierto el 18 de agosto de 1933 por Eugène Joseph Delporte desde el Real Observatorio de Bélgica, Uccle.

## Designación y nombre
Designado provisionalmente como 1933 QA. Fue nombrado Warck en honor a Evelyne Warck nieta del descubridor.